# Des Arc (Missouri)
Des Arc és una població dels Estats Units a l'estat de Missouri. Segons el cens del 2000 tenia 187 habitants.

## Demografia
Segons el cens del 2000, Des Arc tenia 187 habitants, 74 habitatges, i 52 famílies. La densitat de població era de 343,8 habitants per km².
Dels 74 habitatges en un 33,8% hi vivien nens de menys de 18 anys, en un 56,8% hi vivien parelles casades, en un 9,5% dones solteres, i en un 28,4% no eren unitats familiars. En el 23% dels habitatges hi vivien persones soles el 10,8% de les quals corresponia a persones de 65 anys o més que vivien soles. El nombre mitjà de persones vivint en cada habitatge era de 2,53 i el nombre mitjà de persones que vivien en cada família era de 3.
Per edats la població es repartia de la següent manera: un 27,8% tenia menys de 18 anys, un 2,7% entre 18 i 24, un 28,3% entre 25 i 44, un 21,4% de 45 a 60 i un 19,8% 65 anys o més.
L'edat mediana era de 39 anys. Per cada 100 dones de 18 o més anys hi havia 98,5 homes.
La renda mediana per habitatge era de 22.917 $ i la renda mediana per família de 23.750 $. Els homes tenien una renda mediana de 37.083 $ mentre que les dones 15.000 $. La renda per capita de la població era de 10.461 $. Entorn del 26,6% de les famílies i el 29,1% de la població estaven per davall del llindar de pobresa.

## Poblacions més properes
El següent diagrama mostra les poblacions més properes.